# Aloeides
Aloeides is een geslacht van vlinders van de familie van de Lycaenidae, uit de onderfamilie van de Aphnaeinae. De soorten van dit geslacht komen voor in tropisch Afrika.

## Soorten
- A. almeida (Felder, 1863)
- A. angolensis Tite & Dickson, 1973
- A. apicalis Tite & Dickson, 1968
- A. aranda (Wallengren, 1857)
- A. argenteus Henning & Henning, 1994
- A. arida Tite & Dickson, 1968
- A. bamptoni Tite & Dickson, 1977
- A. barbarae Henning & Henning, 1994
- A. barklyi (Trimen, 1874)
- A. braueri Tite & Dickson, 1968
- A. caffrariae Henning, 1987
- A. caledoni Tite & Dickson, 1973
- A. carolynnae Dickson, 1983
- A. clarki Tite & Dickson, 1968
- A. conradsi (Aurivillius, 1907)
- A. damarensis (Trimen, 1891)
- A. dentatis (Swierstra, 1909)
- A. depicta Tite & Dickson, 1968
- A. dicksoni Henning, 1987
- A. dryas Tite & Dickson, 1968
- A. egerides (Riley, 1938)
- A. gowani Tite & Dickson, 1968
- A. griseus Riley, 1921
- A. henningi Tite & Dickson, 1973
- A. juana Tite & Dickson, 1968
- A. kaplani Tite & Dickson, 1977
- A. lutescens Tite & Dickson, 1968
- A. macmasteri Tite & Dickson, 1973
- A. maluti Pringle, 1983
- A. margaretae Tite & Dickson, 1968
- A. mbuluensis Pringle, 1994
- A. merces Henning & Henning, 1986
- A. molomo (Trimen, 1870)
- A. monticola Pringle, 1994
- A. mullini Henning & Henning, 1996
- A. namibiensis Henning & Henning, 1994
- A. nollothi Tite & Dickson, 1977
- A. nubilus Henning & Henning, 1982
- A. oreas Tite & Dickson, 1968
- A. pallida (Riley, 1938)
- A. penningtoni Tite & Dickson, 1968
- A. pierus (Cramer, 1779)
- A. plowesi Tite & Dickson, 1973
- A. pringlei Tite & Dickson, 1976
- A. quickelbergei Tite & Dickson, 1968
- A. rileyi Tite & Dickson, 1976
- A. rossouwi Henning & Henning, 1982
- A. simplex (Trimen, 1893)
- A. stevensoni Tite & Dickson, 1973
- A. susanae Tite & Dickson, 1973
- A. swanepoeli Tite & Dickson, 1973
- A. taikosama (Wallengren, 1857)
- A. tearei Henning & Henning, 1982
- A. thyra (Linnaeus, 1764)
- A. titei Henning, 1987
- A. trimeni Tite & Dickson, 1973
- A. vansoni Tite & Dickson, 1968